# Die Weiße Runde
Die Weiße Runde – Prominente im Talk für Toleranz war ein in mehreren Bürgersendern ausgestrahltes Sendeformat. Es wurde von Matthias Horndasch produziert und moderiert.

## Sender und Inhalte
Die Talk-Sendung wurde von 2001 bis 2015 monatlich öffentlich produziert. Im Anschluss an die Aufzeichnung konnten die Besucher mit Horndasch und den Talk-Gästen diskutieren.  Die Gäste sprachen 60 Minuten zu Themen um Gewalt- und Extremismus-Prävention, Demokratie, Mitmenschlichkeit, soziales Verhalten und Integration.

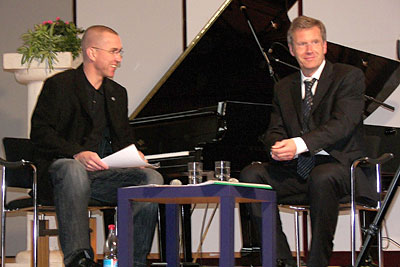
Matthias Horndasch im Gespräch mit Christian Wulff

Die Diskussionsbeiträge der Politiker, Schauspieler, Musiker, Autoren, Unternehmer, Vertreter von Verbänden und Institutionen und Jugendlichen wurden bei Bürgersendern wie h1 Fernsehen aus Hannover, Oldenburg Eins, StadtRadio Göttingen, Radio ZuSa, Radio flora, Radio Tonkuhle und TV38 gesendet und auf der Website des Produzenten archiviert.
Teilnehmer (Auswahl)
Gesprächsteilnehmer waren:
- Henry G. Brandt
- Sigmar Gabriel
- Rolf Gössner
- Rebecca Harms
- Margot Käßmann
- Martin Kind
- Heinz Rudolf Kunze
- Oskar Negt
- Muhsin Omurca
- Christian Pfeiffer
- Philipp Rösler
- Pierre Sanoussi-Bliss
- Rafael Seligmann
- Franziska Stünkel
- Norbert Trelle
- Thando Walbaum
- Rolf Wernstedt
- Dietmar Wischmeyer
- Christian Wulff